# Elimia comma
Elimia comma är en snäckart som först beskrevs av Conrad 1834.  Elimia comma ingår i släktet Elimia och familjen Pleuroceridae. Inga underarter finns listade i Catalogue of Life.